# Mythos Tales
Mythos Tales ist ein kooperatives Deduktionsspiel von Hal Eccles, das 2016 zuerst nach einer kickstarter-Kampagne bei dem Verlag 8th Summit und später international unter anderem bei Pegasus Spiele erschienen ist. Es baut auf dem von ihm entwickelten Arkham Investigator auf und entspricht in seiner Spielweise weitgehend dem 1981 erschienenen und 1985 als Spiel des Jahres ausgezeichneten Sherlock Holmes Criminal-Cabinet. Anders als dieses baut es thematisch auf dem Cthulhu-Mythos von H. P. Lovecraft auf ist in der fiktiven Stadt Arkham, Massachusetts, angesiedelt.

## Hintergrund und Spielmaterial
Bei dem Spiel Mythos Tales übernehmen die Mitspieler die Rollen von privaten Ermittlern in den 1920er und 1930er Jahren, die den Bibliothekar Dr. Henry Armitage an der Miskatonic-Universität bei dessen Untersuchung von mysteriösen Vorfällen in der Stadt Arkham unterstützen. Wie bei Spielbüchern und dem Vorgänger Sherlock Holmes Criminal-Cabinet basiert das Spiel auf einer Sammlung von Geschichten, deren Entwicklung abhängig von den Ermittlungsergebnissen und Entscheidungen der Mitspieler ist. Das Spielmaterial besteht neben der Spielanleitung mit einer Liste „hilfreicher Kontakte“ aus einem Stadtplan und einem Adressbuch der Stadt Arkham, einer Auswahl von Ausgaben der Zeitung Arkham Advertiser, dem zentralen Buch der Ermittlungen, einem Ermittlungs-Notizbuch, einer Zeittafel sowie mehreren Markern, die als Zeitmarker, Spielermarker und Hinweismarker genutzt werden.

## Spielablauf
Zur Spielvorbereitung wählen die Mitspieler einen Fall aus dem Buch der Ermittlungen und einer der Spieler liest die Einführungsgeschichte laut vor. Die Spieler bekommen die Spielermarker, mit denen sie jeweils die Position ihrer vier Ermittler auf dem Stadtplan von Arkham markieren können. Das restliche Spielmaterial wird auf dem Tisch ausgelegt, die Spieler können dieses frei nutzen. Entsprechend dem Datum, das bei der Geschichte angegeben ist, nehmen sie sich die entsprechende Ausgabe des Arkham Advertiser und legen die restlichen Ausgaben zur Seite. Die Arkham-Zeittafel wird entsprechend der Szenario-Beschreibung vorbereitet, indem auf dieser die Zeitmarker (aktuelle Zeit und Deadline) platziert werden.
Die Rolle des aktiven Spielleiters wird in jeder Runde im Uhrzeigersinn weitergegeben. Dieser entscheidet darüber, welchen Ort oder welche Person die Ermittler in dieser Runde aufsuchen sollen, um Ermittlungen und Befragungen durchzuführen. Die Entscheidung sollte auf der Basis der bereits bekannten Fakten zum Fall erfolgen, wobei die Einführungsgeschichte und die Tageszeitungen Hinweise auf interessante Orte und Personen geben. Über das Adressbuch und den Stadtplan können Personen, die in der Geschichte vorkommen, den Adressen zugeordnet werden. Sobald der aktuelle Spielleiter entschieden hat, welcher Ort aufgesucht wird, liest einer der Spieler die Beschreibung zu diesem Ort aus dem Buch der Ermittlungen vor. Die Spieler erhalten auf diese Weise potenziell weitere Hinweise zur Lösung des aktuellen Falls oder zu potenziell interessanten weiteren Personen und Orten.
Für jeden Ortswechsel benötigen die Ermittler Zeit, die durch Verschieben des Zeitmarkers auf der Zeittafel markiert wird. Dabei rückt der Marker für jeden Ortswechsel um ein Feld vor, wobei jeder Tag aus drei Zeitfeldern besteht (Vormittag, Nachmittag und Abend). Die Szenario-Beschreibung legt fest, wie viel Zeit die Mitspieler maximal haben und wenn sie mit ihrem Marker den entsprechend markierten Zeitpunkt überschreiten, endet das aktuelle Spiel und die Spieler müssen eine Reihe von Fragen zum aktuellen Fall beantworten. Bei einigen Besuchen verlieren die Spieler zusätzlich Zeit, einige Orte sind zudem nur zu bestimmten Tageszeiten interessant.
Entsprechend der Anzahl der korrekt beantworteten Fragen wird ihre Leistung zum Abschluss beurteilt. Dabei können die Spieler abhängig von ihren Aktionen und der damit verbundenen Schäden für ihre geistige Gesundheit Abzüge erhalten. Haben die Spieler eine Mindestpunktzahl erreicht, haben sie das Szenario gewonnen und dürfen die Auflösung lesen.

## Ausgaben und Rezeption
Das Spiel Mythos Tales wurde von dem amerikanischen Spieleautor Hal Eccles entwickelt und 2013 als Arkham Investigator privat als Print-&-Play-Spiel vermarktet und wurde dafür für das „Golden Geek Best Print & Play Board Game“ nominiert. 2016 erschien das Spiel nach einer erfolgreichen kickstarter-Kampagne vom 1. bis 23. Februar 2016 als Mythos Tales in einer ersten englischen Auflage bei dem Verlag 8th Summit. 2017 veröffentlichte 8th Summit das Spiel gemeinsam mit MS Edizioni auf Italienisch, 2018 folgten Ausgaben auf Deutsch bei Pegasus Spiele und auf Russisch bei Hobby World sowie eine zweite englische Ausgabe bei Grey Fox Games.
Pegasus Spiele produzierte zur Veröffentlichung bei den Internationalen Spieletagen 2018 das Szenario Mythos Tales: Auf Ewig und verteilte dies auf der Messe. 2019 erschien zudem Mythos Tales: Expedition ohne Gesicht als „Sonderermittlung“, eine Übersetzung der Kickstarter-Ergänzung The Faceless Expedition.

## Belege
1. 1 2 3 4 5  Offizielle Spielregeln für Mythos Tales, Pegasus Spiele 2018.
2. ↑  Arkham Investigator in der Spieledatenbank BoardGameGeek (englisch), abgerufen am 12. Juli 2019.
3. ↑  Mythos Tales auf kickstarter.com; abgerufen am 12. Juli 2019.
4. ↑  Versionen von Mythos Tales in der Datenbank BoardGameGeek; abgerufen am 12. Juli 2019.
5. ↑  Mythos Tales: Auf Ewig in der Datenbank BoardGameGeek; abgerufen am 12. Juli 2019.
6. ↑  Mythos Tales: Expedition ohne Gesicht in der Datenbank BoardGameGeek; abgerufen am 12. Juli 2019.